# Orúcuaro
Orúcuaro är en ort i Mexiko.   Den ligger i kommunen Yuriria och delstaten Guanajuato, i den centrala delen av landet, 230 km väster om huvudstaden Mexico City. Orúcuaro ligger 1 764 meter över havet och antalet invånare är 102.
Terrängen runt Orúcuaro är varierad. Runt Orúcuaro är det ganska tätbefolkat, med 248 invånare per kvadratkilometer. Närmaste större samhälle är Uriangato, 5,6 km söder om Orúcuaro. I omgivningarna runt Orúcuaro växer huvudsakligen savannskog.